# أهل لوطا الشرقية (ولاد يحيى لوطا)
أهل لوطا الشرقية هي إحدى مشيخات المملكة المغربية، تتبع جغرافيا لإقليم بنسليمان وإداريًا لولاد يحيى لوطا. يقدر عدد سكانها بـ 4557 نسمة حسب الإحصاء الرسمي للسكان والسكنى لسنة 2004.